# Hainaut Volley
Hainaut Volley – żeński klub piłki siatkowej z Francji. Swoją siedzibę ma w Valenciennes. Został założony w 1948 roku.